# Remingtonocetidae
Famille
Les Remingtonocetidae forment une famille éteinte de mammifères marins, groupe primitif de cétacés, ayant vécu au moins en Inde, au Pakistan et en Égypte au cours de l'Éocène.

## Liste des sous-familles et genres
Selon BioLib (31 décembre 2016) :
- sous-famille Andrewsiphiinae Thewissen & Bajpai, 2009 † :
  - genre Andrewsiphius Sahni & Mishra, 1975 †,
  - genre Kutchicetus Bajpai & Thewissen, 2000 † ;
- sous-famille Remingtonocetinae Thewissen & Bajpai, 2009 † :
  - genre Attockicetus Thewissen & Hussain, 2000 †,
  - genre Dalanistes Gingerich, Arif & Clyde, 1995 †,
  - genre Remingtonocetus Kumar & Sahni, 1986 †.

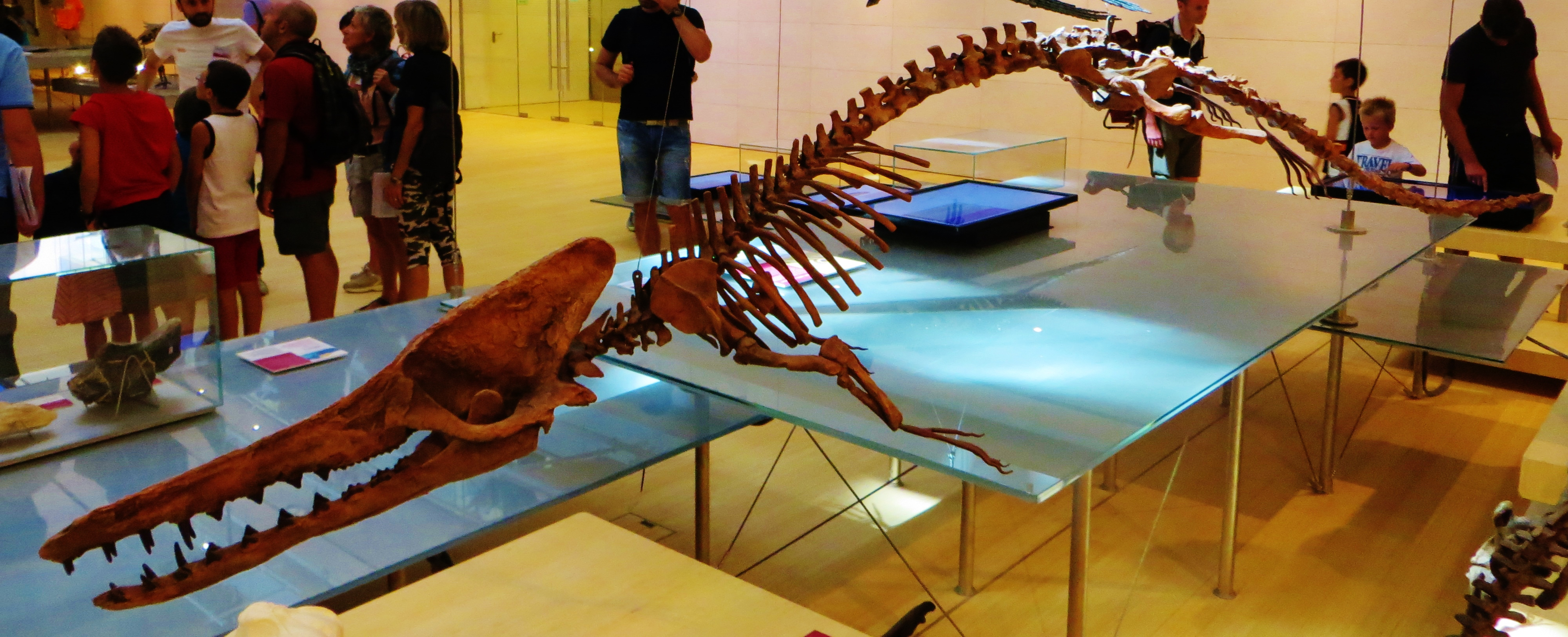
Fossile de Kutchicetus minimus.
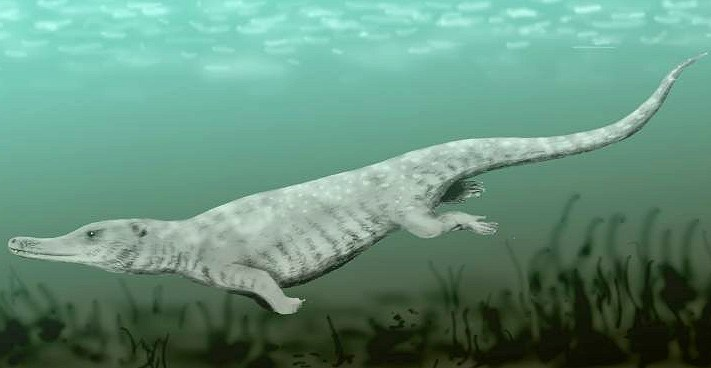
Restitution paléoartistique d'un Remingtonocetus.